# Turrella crassa
Turrella crassa é uma espécie de gastrópode do gênero Turrella, pertencente a família Clathurellidae.